# کنزینگتن (مریلند)
کنزینگتن (به انگلیسی: Kensington) شهری در ایالت مریلند کشور ایالات متحده آمریکا است که جمعیت آن در سرشماری سال ۲۰۱۰ میلادی، ۲٬۲۱۳ نفر بوده‌است.